# Bartolomeo di Tommaso da Foligno
Bartolomeo di Tommaso da Foligno (Foligno, en Ombrie, 1408-1411 - Rome, avant le 6 février 1454) est un peintre italien du début du XVe siècle, actif dans les Marches.

## Biographie
D'abord apprenti de  Olivuccio di Ciccarello (1425) à Ancône, ses probables premières œuvres seraient une Madone (pinacothèque de Brera, Milan) et deux scènes de la Vie de saint François  (Fondation Cini, Venise ; Walters A.G., Baltimore). Sa première œuvre certifiée date de 1432 et est une Vierge à l'Enfant avec saint Jean-Baptiste et  Pietro Crisci d'un  triptyque commissionné par l'église San Salvatore, de  Foligno, en 1432 et dans lequel on remarque sa connaissance du Sassetta et de  Masaccio. 
À partir de 1434, il travaille à San Giuliano de Fano (fresques entre 1434 et 1439, perdues).
En 1439, il reçoit commande pour un retable (détruit) pour l'église San Francesco de Cesena.
De 1441 à 1451, retourné à Foligno, il exécute des fresques pour l'église Santa Barbara, le triptyque Rospigliosi, la fresque du Jugement dernier de l'église San Francesco à Terni.
Il part à Rome vers 1451-1452 pour entrer au service du pape Nicolas V (mais dont il ne reste aucune trace des œuvres).
En 1452, il exécute un triptyque pour l'église Santa Maria Maddalena de Foligno.
Son style fortement expressif  influença les peintres des Marches Nicola di Maestro Antonio d'Ancona, Niccolò Alunno, ainsi qu'Andrea de Litio, actif dans les Abruzzes.

## Œuvres
- Madone de Lorette, Saint Antoine prêchant (1449), église San Barbara, pinacothèque de Foligno.
- Triptyque Rospigliosi (v. 1450), musées du Vatican,  Rome.
- Cycle de fresques dont  Le Jugement dernier (v. 1450), chapelle Paradisi, San Francesco, Terni.
- Nativité, la Sainte Trinité, Saint Benoît, Chiesa di San Francesco, Cascia (influence de Nicola da Siena)
- Pentecôte, Minneapolis Institute of Arts, Minnesota.
- Triptyque :  Adoration des mages, Couronnement de la Vierge, Nativité

- Résurrection,

Polyptyque (démembré) commandé par Rinaldo Trinci (entre 1430 et 1435) pour San Salvatore de Foligno :
- Le Portement de croix, élément de la prédelle, musée du Petit Palais (Avignon),
- Vierge à l'Enfant avec des anges et le donateur Rinaldo Trinci, saint Jean-Baptiste, le bienheureux Piero Crisci (1432), pinacothèque de Foligno,
- Prière au jardin des oliviers et Arrestation du Christ, éléments de la prédelle, musées du Vatican, Rome,
- Mise au tombeau, non localisé.

Certaines de ses œuvres ont été exposées à Rome pendant l'exposition Il Quattrocento a Roma. La rinascita delle arti da Donatello a Perugino, qui a eu lieu du 28 avril au  7 septembre 2008.